# Grocholscy herbu Nałęcz
Grocholscy herbu Nałęcz – polska szlachta z ziemi przemyskiej.
Najstarsze zapiski o przedstawicielach rodziny pochodzą z 1706 roku i mówią o Piotrze Grocholskim, skarbniku przemyskim.

Potomkami Piotra byli Józef i Salomea. Józef, po ojcu skarbnik przemyski, miał synów Józefa-Aleksandra, Wojciecha, Jana i Władysława, którzy w 1774 roku wylegitymowali się ze szlachectwa w sądzie ziemskim halickim, jako posiadający herb Nałęcz.